# 環境教育プログラム
環境教育プログラム（かんきょうきょういくプログラム）とは、環境や環境問題に対する教育プログラム。時・場所・対象者・人数などにより大きく異なる。
日本では、自然学校などがその地域の自然に合わせてプログラムを組んでいる場合も多い。また、学校や町中の施設など、あまり自然に接することができない場所で環境教育が行われることもある。これまでに、特定の目的を持ついくつかのプログラムが開発されている。
それぞれのプログラムは、多くのアクティビティから成り立っており、時代の変化や、地域の特色に対応した新しいアクティビティもどんどん開発されている。

## 主なプログラム

### ネイチャーゲーム
ネイチャーゲーム（Nature Game）は、1979年、アメリカのナチュラリストのジョセフコーネルによって発表されたさまざまな感覚を使って自然を直接体験する自然体験プログラム。現在、160を超えるアクティビティがあり、四季を通じて自然と触れ合うことができる。野外活動をはじめ自然体験型環境教育の現場で実践しやすく様々な応用ができるようになっている。日本では、公益社団法人日本シェアリングネイチャー協会が普及活動を行っている。同協会では、日本の風土にあった新しいアクティビティ作りにも力を入れている。

### プロジェクトラーニングツリー
プロジェクトラーニングツリー（Project Learning Tree<PLT>）は、樹木や森林をきっかけとして、自然の気づきに導き、環境問題に関心を持ってもらう環境教育プログラム。1970年代半ばに、アメリカの環境教育の草分けとして、教育庁と自然資源局が連携して始められた。森林のあるところはもちろん、木が1本しかない町中でもできるように様々なプログラムが用意されている。
日本での認証は、特定非営利活動法人国際理解教育センター（ERIC）が所有し、日本語訳やテキストの出版、指導者の育成などの普及活動を行っている。

### プロジェクト・ワイルド
プロジェクト・ワイルド（Project Wild）は、野生生物をテーマとした参加体験型の環境教育プログラム。
1983年からアメリカで指導者が養成され始め、各州の教育局と資源管理局の代表で構成される環境教育協議会が運営している。参加者の発見など、気づきや理解から始まり、段階的に生態系などの知識、それに対する人間の役割などを理解し、責任ある行動や建設的な活動を習得することを目的としている。
日本でのライセンスは、財団法人公園財団（旧公園緑地管理財団）が所有し、普及と指導者の養成を行っている。

### プロジェクト・ウェット
プロジェクト・ウェット（Project WET<Water Education for Teacheers>）は、水に関する環境教育プログラム。モンタナ州ボウズマンにプロジェクト・ウェット・インターナショナルの本部が置かれている。1984年、ノースダコタ州水委員会にて、最初のプログラムが確立。その後、アメリカ政府からの支援により、全米へ広がる。
プロジェクト・ウェットの目標は、水資源に対する認識、理解、知識、責任感を促し奨励することにある。このため、水辺に限らず、水全般について、自ら考えながら楽しく学ばせる工夫がなされている。日本では、財団法人河川環境管理財団が「プロジェクトWETジャパン事務局」と認められ、普及に努めている。

### プロジェクト・フィット
プロジェクト・フィット（Project FIT<Forestry Institute for Teachers>）は、森林生態系や森林資源管理について学ぶ環境教育プログラム。理科や社会科とも結びつき、基本的な自然科学と生命科学の概念を提示している。森林の利用法・効果、環境に対する意識の育成といったことなどを目標に掲げている。

### アース・エデュケーション
アース・エデュケーション（Earth Education<E.E>）は1960年代に現在の地球教育研究所（The Institute for Earth Education< I.E.E >）の代表のスティーブ・バン・メーターを中心としたグループが子ども達の自然に対する愛情を育むために開発し、世界的に有名となった自然体験プログラムとして始まったもの。その後、自然についての感覚的、生態学的な理解を、自然と調和した豊かなライフスタイルにつなげるための新しい要素を加えて開発、紹介されている。
日本では、講演会、ワークショップ等は開催されているが、翻訳された出版物等はまだない。なお、最近では、広島ホームテレビが環境保全キャンペーンとして、アース・エデュケーションを取り入れて事業展開をしている。

### オービス
オービス（OBIS<Outdoor Biology Instrutional Strategies>）はアメリカのカリフォルニア大学バークレー校で1972年から1980年の長い年月をかけてフィールドでの試行を繰り返して開発された野外での生物学を指導する方法。自然の中での人間の役割を含む動植物と環境との相互作用を調査することを目的としている。
日本では、財団法人科学教育研究会が翻訳を手がけ、日本語版のマニュアルを出版している。

### 森のムッレ教室
森のムッレ教室は1956年、スウェーデンの野外生活推進協会によって開発された自然教育プログラムで、5,6歳児を対象としている。ムッレという森の妖精が登場し、子ども達に自然の大切さを伝えるというプログラムである。なお、小学校低学年を対象としたストローバレ教室、高学年を対象としたフリールフサレ教室、3,4歳を対象としたクニュータナ教室があり、体系的な教育プログラムが提供されている。
日本では、日本野外生活推進協会がライセンスを取得し、「森のムッレ協会」としてリーダー養成などの普及活動を行っている。

### アイオレシート
アイオレシート（IORE<Illustrations of Outdoor Recreation & Education> SHEET）は、財団法人日本教育科学研究所が中心となり編集された野外体験用のプログラム集である。子ども達を対象とし、自然体験活動ばかりでなく、集団活動による教育的効果も視野に入れている。

### ネイチャーエクスプロアリング
ネイチャーエクスプロアリングは、財団法人日本レクリエーション協会が開発し、普及活動を行っている、自然観察とウォークラリーを合体させたようなプログラム。「ネイチャーサインカード」の指示に従って、公園や原っぱなどの自然に五感を使って探検的な気持ちで触れていくという手法をとっている。

### ジェムズ
ジェムズ（GEMS<Great Explorations in Math and Science >）は、アメリカのカリフォルニア大学バークレー校の研究機関ローレンス科学教育研究所（Lawrence Hall of Science）で、開発・運営されている科学、数学と環境教育のプログラムである。体験型科学教育カリキュラムとなっており、日本では、公益社団法人日本環境教育フォーラムがカリフォルニア大学バークレー校と契約を結び、「ジャパンGEMSセンター」を開設してGEMSのティーチャーズガイドの翻訳出版や指導者養成等の普及活動を行っている。

### マーレ
マーレ（MARE<Marine Activities, Resources and Education>）は、アメリカのカリフォルニア大学バークレー校の研究機関ローレンス科学教育研究所（Lawrence Hall of Science）で、1991年から開発・運営されている海を学ぶための環境教育プログラムである。体験型科学教育カリキュラムとなっており、日本では、NPO法人海の自然史研究所がカリフォルニア大学バークレー校と契約を結び、「ジャパンMAREセンター」を開設してMAREの普及活動を行っている。

### ESDプロジェクト
ESDプロジェクト（Education for Sustainable Development）は、平成22年度より日本の環境省が進めているプロジェクトで、DESD（国連ESDの10年）に向けて日本のESD（持続可能な開発のための教育）の取組の促進を目的に、ESDに関する情報提供や具体的な取組の紹介、そしてプロジェクト参加者同士のネットワークの形成など、ESDの促進と取組の充実を図る参加型プロジェクトとされている。

### Learning For Nature
ラーニング・フォー・ネイチャー（Learning for Nature）は、国際連合開発計画（UNDP）が提供するe-learningプログラムである。このプログラムは、生物多様性の政策立案者、変革者、現場の専門家をつなぎ、生物多様性条約の愛知目標の達成や持続可能な開発目標（SDGs）の達成を促進することを目的としている。